# Skaraborg
Skaraborg is een plaats in de gemeente Säter in het landschap Dalarna en de provincie Dalarnas län in Zweden. De plaats heeft 58 inwoners (2005) en een oppervlakte van 6 hectare. De plaats ligt aan het meer Lilla Ulvsjön.